# Nucèria d'Úmbria
Nucèria (llatí: Nuceria) va ser una ciutat d'Úmbria a la via Flamínia entre Forum Flaminii (a 18 km) i el pas dels Apenins. Era a 22 km de Fulginium (Foligno).
Estrabó l'esmenta com a ciutat important per la seva situació prop d'una via molt freqüentada. Claudi Ptolemeu diu que tenia rang de colònia però probablement és un error per la Nucèria de Campània o Nucèria Alfaterna, a menys que Trajà o Hadrià hi haguessin establert una colònia de la que no se'n té cap més notícia.
Va ser una seu episcopal. El seu nom modern és Nocera.